# Кућа Народног хероја Даринке Радовић
Кућа Народног хероја Даринке Радовић се налази у Рајковцу на територији општине Топола, представља непокретно културно добро као споменик културе, решењем Завода за заштиту споменика културе Крагујевац бр. 479/1 од 8. јула 1974. године.
У дворишту постоје две куће, једна од тврдог материјала грађена непосредно после Другог светског рата, на којој се налази спомен плоча, и друга дашчара у којој је живела Даринка Радовић. Дашчара је прерађена од неке старије зграде и пренесена на ову локацију пред крај Првог светског рата. Задржала је све битне карактеристике руралне архитектуре овог краја. Састоји се из две просторије „куће” и собе. Кров је четвороводан, а кровни покривач ћерамида.